# کرحسن (قره‌تاش)
کرحسن (به ترکی استانبولی: Kırhasan) یک منطقهٔ مسکونی در ترکیه است که در قره‌تاش (شهر) واقع شده‌است.